# Акантоди
Аканто́ди або колючкозу́бі (Acanthodii, раніше — Acanthodei) — клас вимерлих риб. Існували з пізнього силура до ранньої пермі. Переважно невеликі веретеноподібні форми, що несуть дрібну товсту луску ганоїдного типу, дрібні пластинки на голові та шпильки перед всіма плавниками, окрім хвостового. Найдавніші з акантодів мали ряд плавників зі шпильками між грудними й черевними плавниками, що вважається одним з доказів теорії походження парних плавників від бічних складок епідермісу. На відміну від інших риб, вони мали повну гіоїдну зяброву щілину і зяброву кришку, прикріплену до щелепної дуги. Мешкали переважно у прісноводних водоймах, харчувалися, ймовірно, планктоном.